# Branešci (Glamoč, BiH)
Branešci su bivše samostalno naselje s područja današnje općine Glamoč, Federacija BiH, BiH.

## Povijest
Za vrijeme socijalističke BiH ovo je naselje pripojeno naselju Glavica.